# 牟婁擬鱸
牟婁擬鱸，又稱鞍帶虎鱚，俗名海狗甘仔、舉目魚、沙鱸，為輻鰭魚綱鱸形目鱷鱚亞目虎鱚科的其中一種。

## 分布
本魚分布於西太平洋區，包括日本南部、台灣、韓國及菲律賓等海域。

## 深度
水深10至50公尺。

## 特徵
本魚體近圓柱形，腭骨無齒，吻略突出，眼大，位於頭部上方。鱗片細小，魚體呈橘紅色，體側具5條黑色橫斑，腹部白色。尾鰭截形，具鮮黃色橫紋，背鰭硬棘4至5枚，背鰭軟條23枚；臀鰭硬棘1枚，臀鰭軟條18至21枚，體長可達12公分。

## 生態
本魚棲息在亞熱帶海域，性情兇猛，以腹鰭支撐魚體停棲於礁石區外緣的沙地上，轉動雙眼觀察四周，伺機伏擊獵物。屬肉食性，以小型底棲無脊椎動物為食。游泳能力不強，為一停一游的方式，具性轉變，為先雌後雄。

## 經濟利用
可食用，適合油炸，但多以下雜魚處理。